# Smile (Brian Wilson-album)
A 2004-es Smile (stilizálva SMiLE, gyakran Brian Wilson Presents Smile-ként hivatkoznak rá) Brian Wilson szólólemeze. A dalok szövegeit Van Dyke Parks írta. A lemez CD-n és dupla hanglemez formában is megjelent.
Az album szerepel az 1001 lemez, amit hallanod kell, mielőtt meghalsz című könyvben.

## Az album dalai
|     | Cím                                           | Szerző(k)                                                     | Hossz |
| --- | --------------------------------------------- | ------------------------------------------------------------- | ----- |
| 1.  | Our Prayer/Gee                                | Brian Wilson, William Davis, Morris Levy                      | 2:09  |
| 2.  | Heroes and Villains                           | Wilson, Van Dyke Parks                                        | 4:53  |
| 3.  | Roll Plymouth Rock                            | Wilson, Parks                                                 | 3:48  |
| 4.  | Barnyard                                      | Wilson, Parks                                                 | 0:58  |
| 5.  | Old Master Painter/You Are My Sunshine        | Haven Gillespie, Beasley Smith/Jimmie Davis, Charles Mitchell | 1:04  |
| 6.  | Cabin Essence                                 | Wilson, Parks                                                 | 3:27  |
| 7.  | Wonderful                                     | Wilson, Parks                                                 | 2:07  |
| 8.  | Song for Children                             | Wilson, Parks                                                 | 2:16  |
| 9.  | Child Is Father of the Man                    | Wilson, Parks                                                 | 2:18  |
| 10. | Surf's Up                                     | Wilson, Parks                                                 | 4:07  |
| 11. | I'm in Great Shape/I Wanna Be Around/Workshop | Wilson, Parks/Johnny Mercer, Sadie Vimmerstedt/Wilson         | 1:56  |
| 12. | Vega-Tables                                   | Wilson, Parks                                                 | 2:19  |
| 13. | On a Holiday                                  | Wilson, Parks                                                 | 2:36  |
| 14. | Wind Chimes                                   | Wilson, Parks                                                 | 2:54  |
| 15. | Mrs. O'Leary's Cow                            | Wilson                                                        | 2:27  |
| 16. | In Blue Hawaii                                | Wilson, Parks                                                 | 3:00  |
| 17. | Good Vibrations                               | Wilson, Tony Asher, Mike Love                                 | 4:36  |

## Közreműködők
- Brian Wilson – ének, billentyűk
- Van Dyke Parks – szövegíró (kivéve a Good Vibrations-t)
- Tony Asher – szövegíró (Good Vibrations)

### Brian Wilson Band
- Scott Bennett – ének, billentyűk, kalapács, gitár
- Nelson Bragg – ének, ütőhangszerek, fütty, zeller
- Jeffrey Foskett – ének, gitár, kalapács
- Probyn Gregory – ének, gitár, rézfúvós hangszerek, electro-theremin, fütty
- Jim Hines – dob, kalapács, fűrész, hangeffektusok
- Bob Lizik – basszusgitár, gitár, svájcisapka
- Paul Mertens – fafúvós hangszerek, szaxofon, szájharmonika, karmester
- Taylor Mills – ének, fúró, leg-slap
- Darian Sahanaja – ének, billentyűk, kalapács, fúró
- Nick Walusko – ének, gitár

### Stockholm Strings 'n' Horns
- Staffan Findin – basszusharsona
- Andreas Forsman – hegedű
- Erik Holm – brácsa
- Anna Landberg – cselló
- Malin-My Nilsson – hegedű
- Björn Samuelsson – harsona
- Victor Sand – szaxofon, fuvola, klarinét
- Markus Sandlund – cselló

### További közreműködők
- Dave Stone – nagybőgő

## Fordítás
Ez a szócikk részben vagy egészben a Smile (Brian Wilson album) című angol Wikipédia-szócikk ezen változatának fordításán alapul.  Az eredeti cikk szerkesztőit annak laptörténete sorolja fel. Ez a jelzés csupán a megfogalmazás eredetét és a szerzői jogokat jelzi, nem szolgál a cikkben szereplő információk forrásmegjelöléseként.